# Berislav Baranović
Berislav Baranović (Šibenik, 13. svibnja 1946. – 16. rujna 2020.) rock glazbenik i gitarist sastava iz 1960-ih, VIS Magneti (glazbeni sastav) i Grupa Mi (glazbeni sastav).
Glazbom se počeo baviti još u osnovnoj školi. Za vrijeme srednjoškolskog obrazovanja s kolegom iz gimnazije Sinišom Škaricom okuplja bend pod imenom             "Magneti". Bio je to prvi rock bend, te prva grupa u Šibeniku i Dalmaciji koja je svirala modernu glazbu po uzoru na Beatlese i Shadowse.
Berislav Baranović i Siniša Škarica, kasnije su bili jezgra koja je integracijom tadašnjih ranih šibenskih sastava "Magneta" i "Mjesečara", stvorila grupu "Mi".  
Kao ritam gitarist bio je član grupe Mi za vrijeme studija u Zagrebu.  